# 火星への厳格な有人火星探査

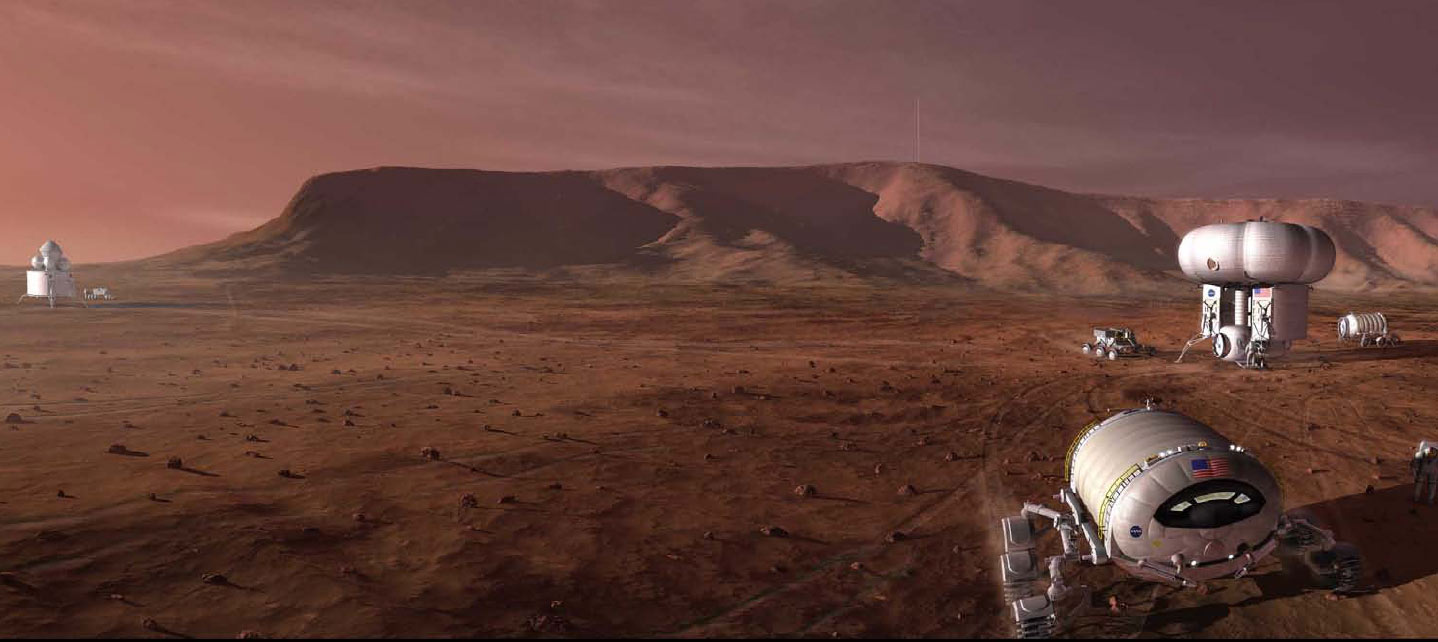
NASAの有人火星探査の概念。左端には独立した上昇ステージがあり、右側には表面滞在生息地と有人/与圧火星探査機がある。

火星への厳格な有人火星探査（英語: Austere Human Missions to Mars）は、米国の宇宙機関、 NASAによる有人火星探査の概念。2009年にリリースされ、それ自体が20年近くの火星計画設計作業の組み合わせである火星設計リファレンスミッション（DRA）5.0の修正されたさらに低コストのバージョンを提案した。ミッションプロファイルは、長期滞在のコンビネーションクラスのためであり、事前に配備された貨物、エアロキャプチャーと推進力の確保、および限られた現場での資源活用であった。2015年の時点では、この概念は、2011年に、NASAのコンステレーション計画に取って代わったスペース・ローンチ・システムにはまだ適用されていなかった。

## 主な対策

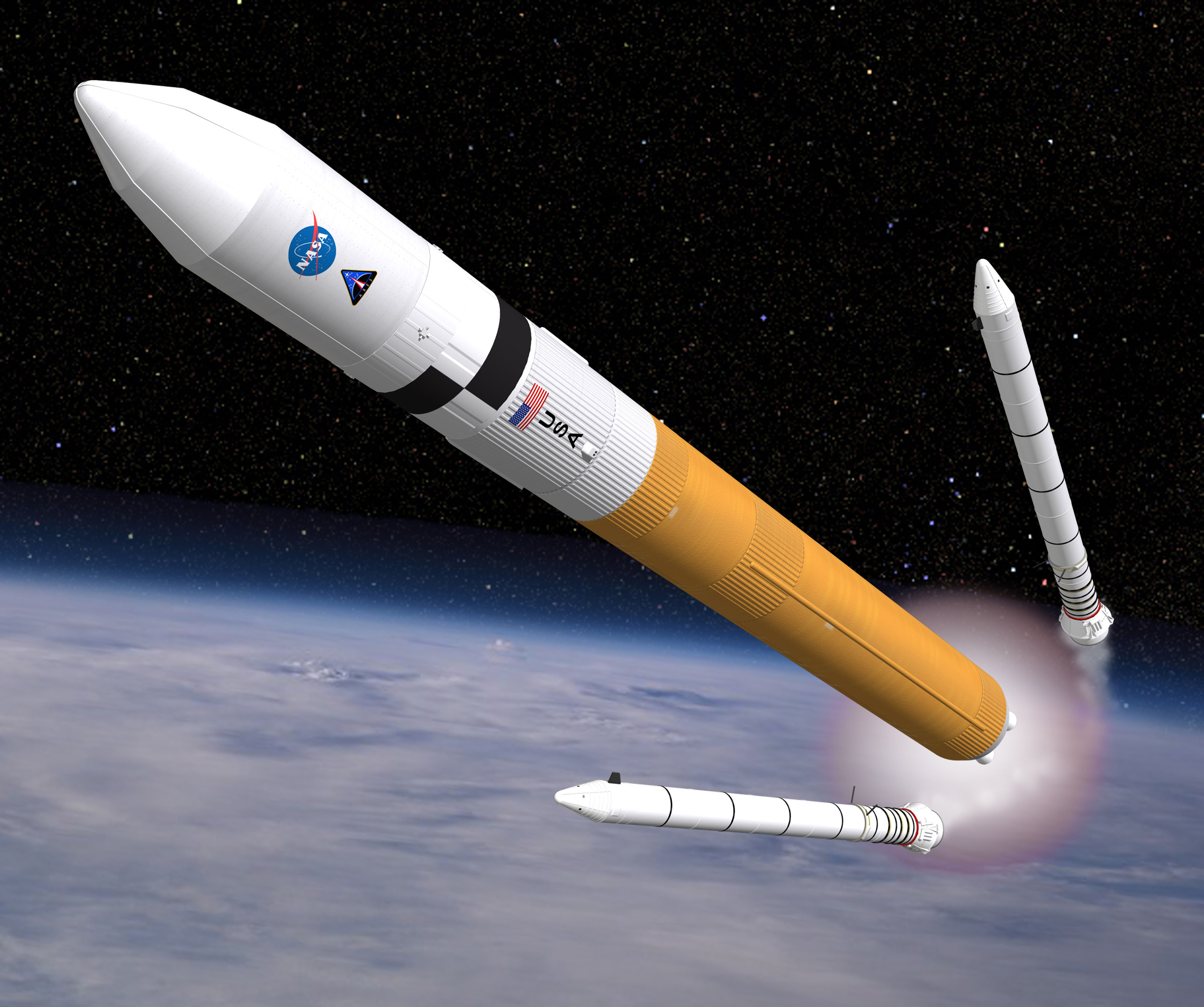
アレスV

技術的および財政的にこの概念は保守的であり、最初のミッションまでの年間および総資金のピークはISSよりも少なくなる。この計画では、標準化されたシステムを使用して4年ごとに4人の乗組員を立ち上げるが、6人の乗組員を含むDRA5.0と同じ主要な目標を達成する。
DRA 5.0とその要件から縮小されたものであり、科学と探査の観点からは依然として許容できると主張している。
簡素化とコスト削減は、主に高リスクまたは高コストの技術開発を回避し、開発と生産の共通性を最大化することによって得られる：
- 展開可能な減速機を持たない鈍いボディのエントリービークルを使用。
- 乗組員の要素を火星の低軌道に配置するためのエアロキャプチャ（英語版）ではなく空力ブレーキ。
- 低温で大量の問題がある液体水素の使用を避ける。
- 着陸船と上昇ビークル用の標準的な二元推進剤。
- 原子炉や大面積で展開可能なソーラーアレイではなく、放射性同位元素の表面電力システム。
- 火星施設の建設と維持に使用される複数のアレスVランチャー。

## ミッション

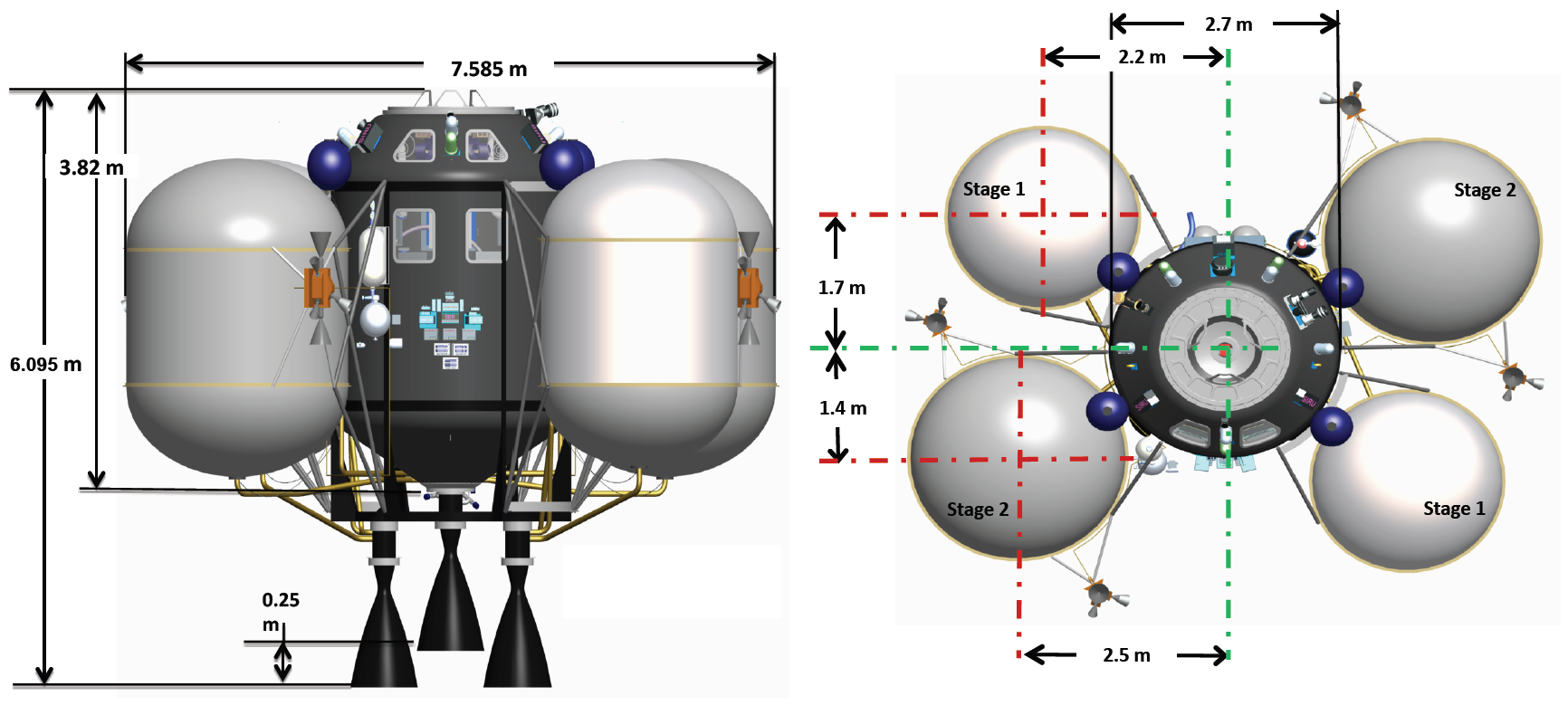
DRA5バージョンからの乗組員火星上昇ビークル

### 装置
ミッションは、次の基本的な機器で構成されている。
- 乗員探査船（CEV、オリオン級）は、乗組員を地球軌道に打ち上げ、トランジットハブにドッキングし、帰還時に地球に降下する。
- 火星輸送生息地（TransHab）は、乗組員を火星軌道に連れて行き、乗組員が戻るまでそこにとどまる。放射線から保護され、最大3年間、4人の乗組員をサポートする。
- 火星降下/上昇ビークル（DAVおよびMAV）は、乗組員を軌道から火星表面に、またはその逆に移動させる。
- 予備消耗品モジュール（CCM）は、使い果たした場合は、投棄される可能性がある。
- 乗組員が惑星に住んでいる火星の表面生息地（SurfHab）は、事前に一度移される
- 表面電力およびロジスティクスモジュールは、基本的な表面機構を提供するために事前に一度移される。